# Microlycus
Microlycus is een geslacht van vliesvleugeligen uit de familie Eulophidae. De wetenschappelijke naam van dit geslacht is voor het eerst geldig gepubliceerd in 1878 door Carl Gustaf Thomson.

## Soorten
Het geslacht Microlycus omvat de volgende soorten:
- Microlycus biroi Erdös, 1951
- Microlycus collaris Szelényi, 1980
- Microlycus erdoesi Boucek, 1959
- Microlycus gyorfii (Erdös, 1954)
- Microlycus harcalo (Walker, 1852)
- Microlycus heterocerus Thomson, 1878
- Microlycus hungaricus Özdikmen, 2011
- Microlycus pulcherrimus Kerrich, 1969
- Microlycus scaurus Askew, 2001
- Microlycus virens Erdös, 1951